# Nicolas-Joseph Cugnot

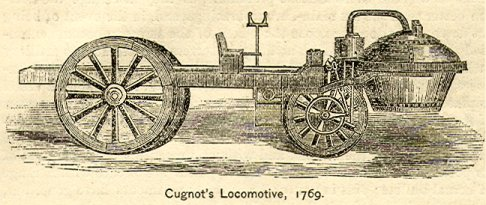
Automóvil de vapor de Cugnot. Grabado del.

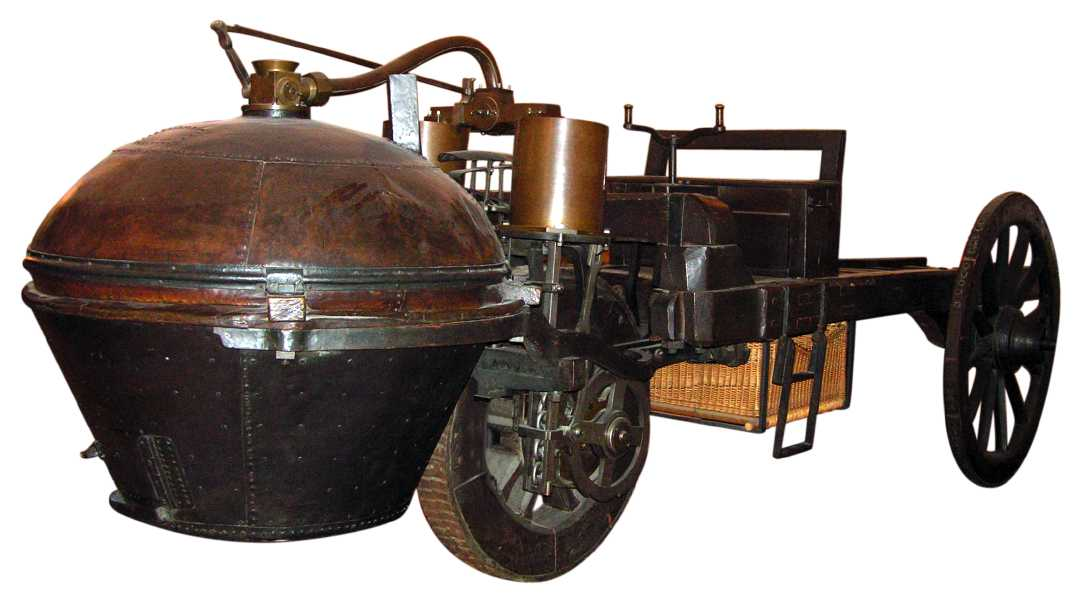
Fardier à vapeur de Cugnot, modelo de 1771.

Nicolas-Joseph Cugnot (Void-Vacon, Francia, 26 de febrero de 1725 — París, 2 de octubre de 1804) fue un inventor francés a quien el gobierno de Francia atribuye la invención del primer vehículo autopropulsado o automóvil. Esta reclamación está disputada por varias fuentes que sugieren en cambio que Ferdinand Verbiest, miembro de las misiones jesuitas en China fue el primero en construir un coche a vapor alrededor de 1672.
Cugnot recibió instrucción como ingeniero militar. Realizó pruebas de modelos de vehículos impulsados por motores de 
vapor para el Ejército Francés, pensados para arrastrar cañones pesados, tarea que empezó en 1765.

## Primer vehículo autopropulsado
El capitán del ejército francés Nicolas Cugnot fue uno de los primeros en emplear con éxito un dispositivo para convertir el movimiento recíproco de un pistón de vapor en un movimiento de rotación por medio de un trinquete. En 1769 se fabricó y utilizó una pequeña versión de su Fardier à vapeur ("carro de vapor") de tres ruedas (un fardier era un carro de dos ruedas de construcción masiva tirado por caballos para transportar equipos muy pesados, como los cañones).
Cugnot parece haber sido el primero en transformar el movimiento adelante-atrás de un pistón a vapor en movimiento rotativo. Después de su primer Fardier à vapeur, en 1770 se construyó una versión completa de ese vehículo, especificada para poder transportar cuatro toneladas y recorrer dos lieues (7,8 km, o 4,8 millas) en una hora, rendimiento que nunca alcanzó en la práctica.  
El vehículo pesaba unas 2,5 toneladas y tenía dos ruedas en la parte trasera y una en la delantera, donde normalmente habrían estado los caballos. La rueda delantera soportaba una caldera de vapor y un mecanismo de accionamiento. La unidad motriz estaba articulada al "remolque", y se dirigía desde allí mediante una disposición de doble asa. Una fuente afirma que tenía capacidad para cuatro pasajeros y se movía a una velocidad de 3,6 kilómetros por hora (2,25 mph).
El vehículo resultaba muy inestable debido a la mala distribución del peso, lo que suponía una grave desventaja para un vehículo destinado a atravesar terrenos accidentados y a subir colinas empinadas. Además, el rendimiento de la caldera era especialmente pobre, incluso para los estándares de la época. Cada cuarto de hora, más o menos, había que volver a encender el fuego del vehículo y sacar el vapor, lo que reducía considerablemente su velocidad y distancia. El vehículo, muy pesado, tenía dos ruedas traseras y sólo una delantera, que soportaba la caldera de vapor y se dirigía mediante un timón.

## Primer accidente automovilístico
En 1771 su vehículo chocó contra una pared de ladrillos, en lo que sería el primer accidente automovilístico de la historia. Este accidente, junto con los problemas financieros, pusieron fin a los experimentos del ejército francés con vehículos mecánicos, pero en 1772, el rey Luis XV le concedió una pensión de 600 francos al año por su innovadora obra.

## Últimos años
Con el estallido de la Revolución francesa en 1789, se le retiró la pensión a Cugnot y el inventor se exilió a Bruselas, donde vivió en la pobreza. Poco antes de su muerte fue invitado a volver a Francia por Napoleón Bonaparte, y Cugnot volvió a París, donde falleció a la edad de 79 años.
La máquina de Nicolas-Joseph Cugnot de 1770 se conserva en el Conservatorio Nacional de Artes y Oficios de París.
Cugnot también patentó diferentes materiales de topografía y armas. Fue un inventor al cual el gobierno francés le atribuye el desarrollo del primer vehículo autopropulsado o automóvil.